# Jerry Reynolds (basket-ball, 1944)
Pour les articles homonymes, voir Jerry Reynolds.
Ne doit pas être confondu avec Jerry Reynolds (basket-ball, 1962).
Jerry Reynolds, né le 29 janvier 1944, à French Lick, en Indiana, est un entraîneur et dirigeant américain de basket-ball. Il a été manager général des Kings de Sacramento et des Monarchs de Sacramento.